# Philipp von Stosch
Le baron Philipp von Stosch (né le 22 mars 1691 à Küstrin ; mort le 7 novembre 1757 à Florence) est un diplomate, antiquaire, numismate et gemmologue allemand. Il est l'un des collectionneurs d'antiquités les plus importants du XVIIIe siècle et sa collection de pierres précieuses et de pierres précieuses antiques est toujours l'une des plus importantes collections de ce type au monde et l'une des fondations de la Collection berlinoise des antiquités.

## Biographie
Né, le 22 mars 1691, à Küstrin, où son père est médecin et bourgmestre, Philipp von Stosch fait ses premières études au gymnase de cette ville et à l’Université de Francfort-sur l’Oder. Il se destine à la théologie, mais il est porté vers la numismatique.
Dès l’enfance, il s’occupe de recueillir des médailles et de petites monnaies rares. En 1708, Stosch visite Iéna, Dresde, Leipzig, Berlin, et continue l’année suivante ses excursions scientifiques dans le nord de l’Allemagne, examinant partout les cabinets de médailles et d’antiquités. Il arrive ainsi à Amsterdam, où il passe près de deux ans à suivre les leçons de Küster, de Jean le Clerc et de Hemsterhuis.
En 1710, il se rend à la Haye, où son oncle, le baron de Schmettau, ministre prussien, le presse de se vouer à la diplomatie. Cet oncle meurt bientôt après ; mais il a recommandé son neveu au célèbre Fagel, greffier des États généraux, qui a pour lui beaucoup de bonté et lui fait don d’une grande quantité de médailles antiques, à condition qu’il lui cède toutes les modernes qu’il pourrait se procurer. L’un et l’autre gagnent à cet arrangement. Fagel ayant ensuite chargé Stosch de quelques affaires en Angleterre, lui donne des recommandations qui le mettent en rapport avec Bentley, Sloane, les comtes de Pembroke et de Winchelsea, lord Carteret, etc.
De Londres, Stosch part, en 1713, à Paris, où les monuments, les riches collections publiques et particulières de toutes sortes d’antiquités et surtout le cabinet des médailles et de pierres gravées du roi, fixèrent son attention. Il a, pendant son séjour dans cette capitale, des rapports très suivis avec l’abbé de Camps, possesseur d’un très beau cabinet de médailles ; avec Crozat, connu par sa collection de tableaux et de pierres gravées ; avec le père Montfaucon, Banduri, madame Dacier ; enfin avec le jésuite Chamillard, grand connaisseur en médailles, qui l’introduit chez le P. Le Tellier, confesseur du roi et chez tous les savants de son ordre.
Le désir de voir l’Italie et ses richesses dans les arts et l’antique, lui fait entreprendre ce voyage en 1714. Il passe trois ans à visiter les villes les plus célèbres et fait connaissance avec les principaux savants et surtout les archéologues. Sa réputation de savoir est déjà telle que le pape Clément XI, le voyant près de partir, le presse de se fixer à Rome, lui promettant sa protection spéciale ; mais Stosch est trop occupé d’augmenter et de perfectionner les collections qu’il a commencées ; il retourne en Allemagne et finit par réunir de très beaux objets, particulièrement en pierres gravées.
Le hasard le favorise singulièrement à Augsbourg, où il découvre chez un particulier l’original du célèbre manuscrit connu sous le nom de Table de Peutinger. Il le vend plus tard au prince Eugène ; et ce manuscrit est à présent à la Bibliothèque nationale autrichienne de Vienne. Stosch se rend ensuite à Dresde, où il est bien accueilli du roi de Pologne, qui le nomme son conseiller, titre qu’il n’accepte qu’après y avoir été autorisé par le greffier Fagel, de qui il dépend toujours.
Il se rend en 1719 à la Haye, avec une mission du roi de Pologne. Pendant son séjour dans cette ville, il a occasion de rendre un service important à de Boze et à Lancelot, chargés de recouvrer deux manuscrits chinois contenant des ouvrages de Confucius, qui appartenaient à la Bibliothèque royale et qui avaient été volés par Aymon devenu protestant. Ces deux commissaires s’étant adressés à Stosch, il leur conseille de ne pas user de moyens extrêmes, à cause du crédit dont Aymon jouit auprès de beaucoup de protestants, et par la crainte de le voir détruire ces manuscrits si on le pousse à bout. Les commissaires suivent cet avis ; et quelques mois après, Stosch se fait donner pour vingt ducats ces précieux objets, qu’il remet à l’ambassadeur de France. Le régent ayant voulu lui faire accepter pour récompense une pension de mille écus, il la refuse à cause de ses emplois qui ne lui permettent pas d’être pensionné d’un gouvernement étranger.
Le baron de Gesdorf, ministre du roi de Pologne à la Haye, étant mort à cette époque, Stosch a quelque espoir de lui succéder ; mais il n’y réussit pas. Lord Carteret étant alors passé par la Haye pour aller négocier un traité avec la Prusse, offre de le faire entrer au service de l’Angleterre, ce qu’il accepte. En recevant sa démission, le roi de Pologne lui laisse un traitement sous le titre de pension, et lord Carteret étant devenu ministre, l’envoie à Rome, en 1722, avec une mission délicate, puisque l’objet principal est de surveiller les Anglais attachés au prétendant. Les liaisons que Stosch a contractées auparavant dans cette ville et la considération qu’il s’y est acquise rendent ses devoirs moins difficiles, et il a encore assez de temps pour se livrer à ses études favorites.
En quittant la Hollande, il a laissé au célèbre Bernard Picart toutes les empreintes, les dessins et les matériaux de son grand ouvrage, qui est publié, en 1724, avec une dédicace à l’empereur Charles VI, sous ce titre : Gemmæ antiquæ cælatæ sculptorum imaginibus insignitæ, ad ipsas gemmas aut earum ectypos delineatæ, et æri incisæ per Bernardum Picart, ex præcipuis musæis selectæ et commentariis illustratæ, in-fol. Henri-Philippe de Limiers en donna la même année une mauvaise traduction française sous ce titre : Pierres antiques gravées sur lesquelles les graveurs ont mis leurs noms, in-fol., orné de 70 planches. Des quarante-huit glyptographes dont ce livre reproduit les ouvrages, trois seulement étaient cités par les historiens, soit : Pyrgotèle, Dioscoride et Apollonides ; on n’a aucun détail sur la vie des autres.
Benoît XIII étant mort, et Clément XII, de la maison Corsini, lui ayant succédé, la cour de Rome devient plus favorable à la cause des Stuarts, ce qui rend très difficile la position de Stosch. Il est même en butte à des haines violentes, au point que des gens armés l’arrêtent un soir dans sa voiture et menacent de le faire périr s’il ne quitte pas Rome aussitôt.
Il croit alors prudent de se rendre à Florence ; et se livrant dans cette ville, avec une activité nouvelle, à l’étude de l’antiquité, il achève le second volume de son grand ouvrage sur les camées et les pierres gravées, dont F. Adam Schweickard, graveur de Nuremberg, a fait les planches. À Florence il se lie d’amitié avec Anton Francesco Gori, Filippo Buonarroti, Antonio Maria Salvini, Giovanni Lami, Domenico Maria Manni, Antonio Maria Biscioni.
Stosch meurt le 7 novembre 1757 d’une attaque d’apoplexie.

## Postérité
Il mérite une place distinguée parmi les antiquaires de son temps. Ses collections, spécialement celles des camées et pierres gravées, étaient des plus précieuses. Le nombre des pierres gravées et pâtes antiques de son cabinet se monte à 3 444, et il avait formé, dans le cours de ses voyages, une autre suite composée de 2 800 empreintes en soufre, dont les plus remarquables ont été décrites dans le catalogue de Tassie et imitées dans sa fabrique. Winckelmann composa un catalogue raisonné du cabinet de pierres gravées et de pâtes de Stosch, par lequel le public apprit, pour la première fois, quelque chose sur les richesses de ce savant et heureux antiquaire.
Les pierres gravées sont achetées après sa mort par le roi de Prusse, Frédéric II. Frauenholz, éditeur et marchand d’estampes à Nuremberg, en possède les empreintes en soufre. Il en fait graver les plus belles pièces, qui sont publiées en français avec une explication de Schlichtegroll, sous ce titre : Principales figures de la mythologie, Nuremberg, 1793-1794, 2 cahiers in-fol.
L’atlas ou collection géographique du baron de Stosch, formant environ trois cents volumes in-folio, est le plus ample qui eût été formé jusqu’alors : on y voyait entre autres neuf cartes japonaises et un grand nombre de cartes manuscrites du Brésil, levées par les Hollandais pendant qu’ils occupaient cette contrée. On trouve dans les Récréations numismatiques de Kœhler, t. 4, chap. 19, p. 145, la gravure de trois médailles frappées en l’honneur du baron de Stosch.

## Œuvres
- Gemmae antiquae caelatae, scalptorum nominibus insignitae. Ad ipsas gemmas, aut earum ectypos delineatae & aeri incisae, per Bernardum Picart. Ex praecipuis Europae museis selegit & commentariis illustravit Philippus de Stosch = Pierres antiques gravées, sur lesquelles les graveurs ont mis leurs noms. Dessinées et gravées en cuivre sur les originaux ou d’après les empreintes par Bernard Picart. Tirées des principaux cabinets de l’Europe, expliquées par Philippe de Stosch. Bernard Picart, Amsterdam 1724 (en ligne).
- Lettera sopra una medaglia nuovamente scoperta di Carino imperatore e Magnia Urbica Augusta, sua consorte, scritta dal bar. Fil. de Stosch, Florence, 1753, in-4°.